# Ulla von Brandenburg
Ulla von Brandenburg (* 1974 in Karlsruhe) ist eine deutsche Malerin, Grafikerin, Installations-  und Videokünstlerin und Professorin für Kunst und Malerei an der Staatlichen Akademie der Bildenden Künste Karlsruhe.

## Leben
Ulla von Brandenburg studierte nach der Schulausbildung von 1996 bis 1998 Szenographie und Medienkunst an der Staatlichen Hochschule für Gestaltung Karlsruhe. Ihr Studium setzte sie von 1998 bis 2004 an der Hochschule für Bildende Künste Hamburg (HFBK) in Hamburg fort. Ausstellungen ihres Werks fanden in national wie international bedeutenden Museen und Galerien statt, so beispielsweise in London, Paris, New York, Zürich, Düsseldorf, Hamburg und Berlin. Sie lebt und arbeitet in Paris und Karlsruhe. Seit 2016 ist sie Professorin für Malerei und Grafik an der Staatlichen Akademie der Bildenden Künste Karlsruhe.
Im Jahr 2016 stand sie zusammen mit Kader Attia, Yto Barrada und Barthélémy Toguo auf der Shortlist des Prix Marcel Duchamp, den Kader Attia gewann.

## Werk

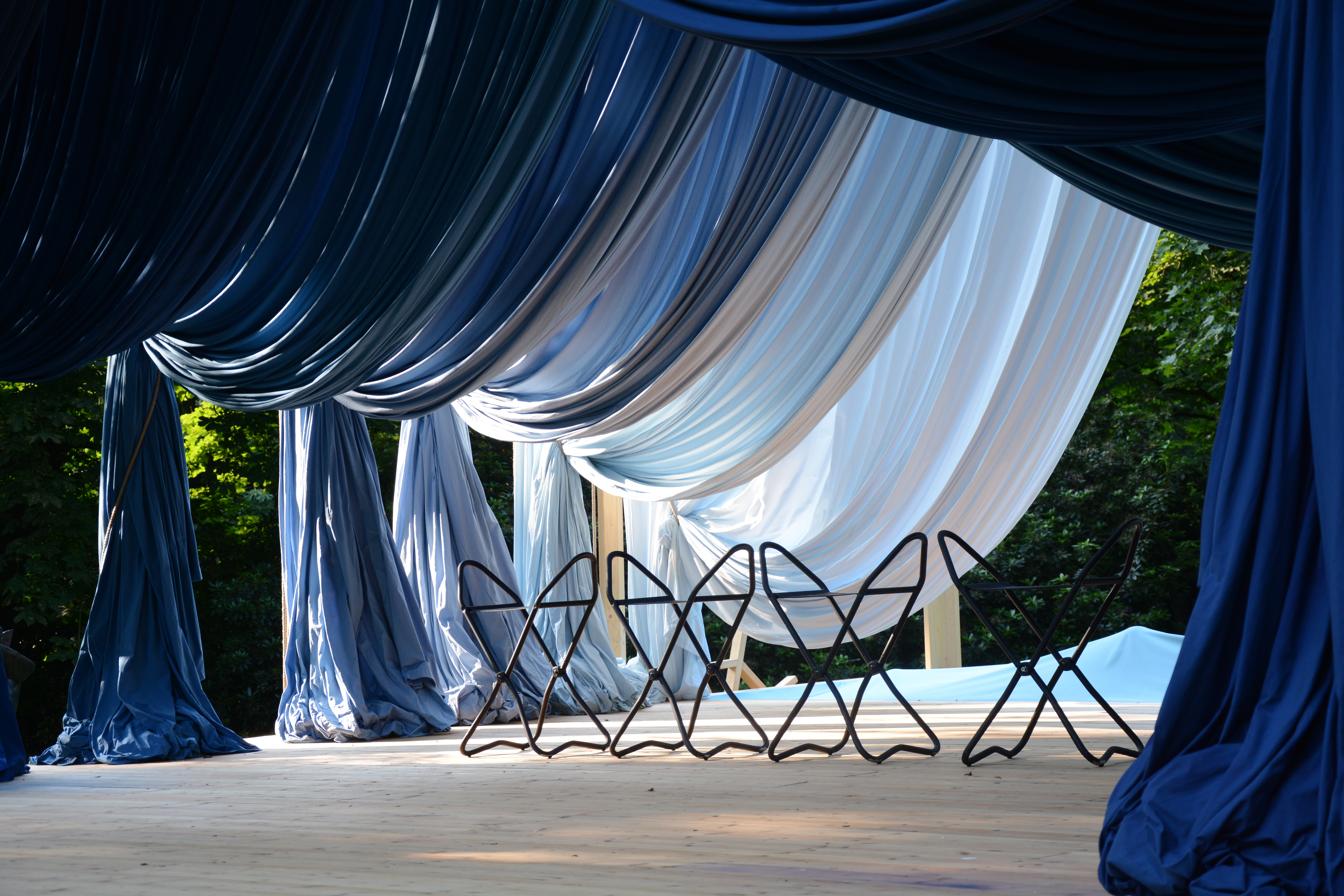
Le Soleil te regarde, Middelheimmuseum (Foto: 2018)

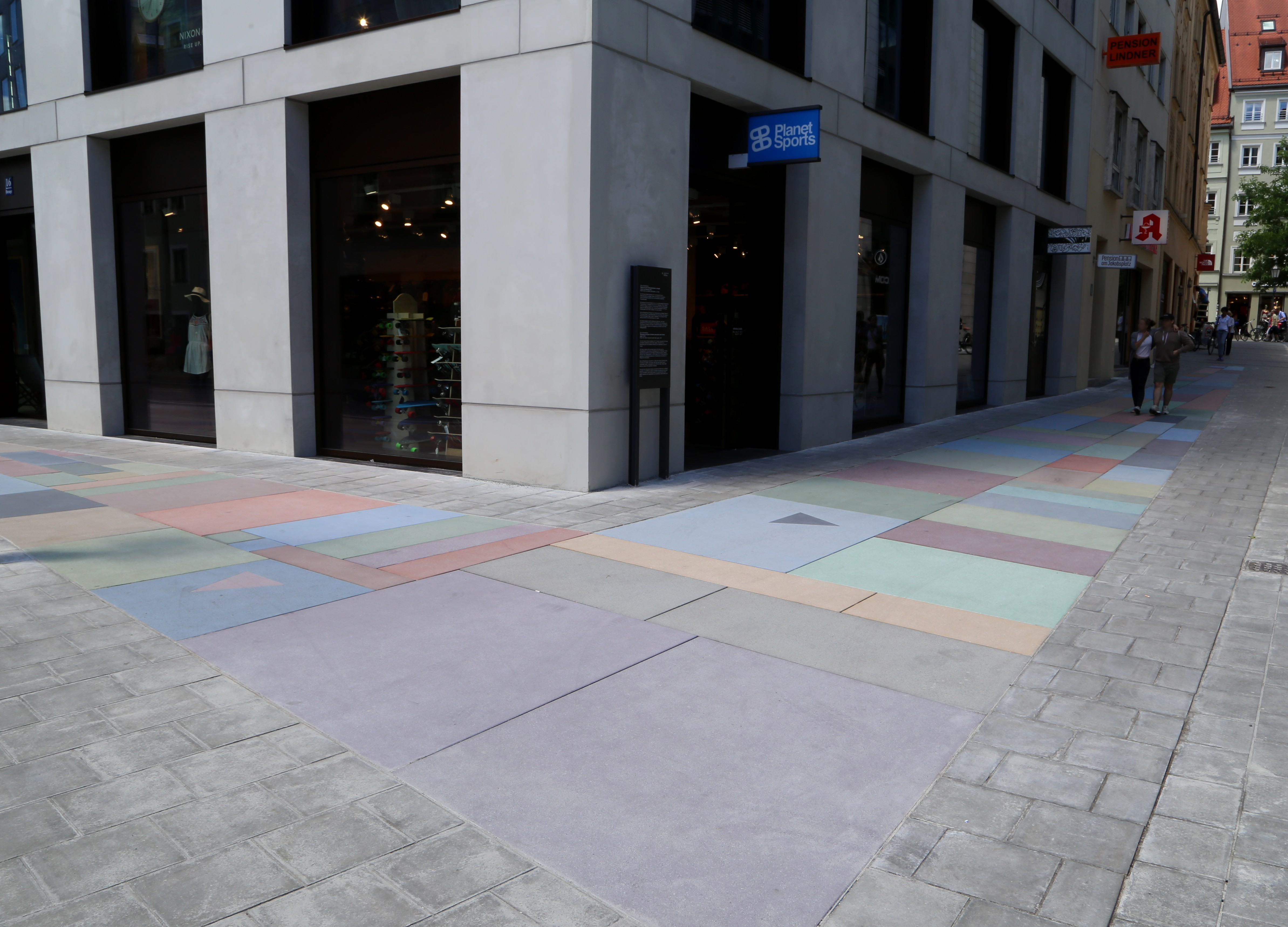
Denkmal für die in der NS-Zeit verfolgten Lesben und Schwulen in München (Foto: 2017)

Ulla von Brandenburg bedient sich in ihrem künstlerischen Werk der Zeichnung, der Installation, der Performance und des Films. Ihre vielfältigen Quellen stammen beispielsweise aus den Bereichen Literatur, Psychoanalyse, Theater, Fotografie sowie Zirkus. Daraus entwickelte sie ihr Bildvokabular, mit dem sie doppeldeutige und faszinierende Geschichten erzählt.
Ein Mittelpunkt ihrer Arbeit ist das Theater. Sie greift oft auf Darstellungsformen des späten 19. Jahrhunderts und der beginnenden Moderne zurück. Ihre Inszenierungen kombinieren Singspiel, Tableau vivant, Scherenschnitt und Schwarz-Weiß-Film, sie versetzen den Betrachter in eine Welt, in der die Gegensätze von komplexen Rollenspielen und verdeckten Emotionen offengelegt werden.
Am 27. Juni 2017 wurde das von ihr gestaltete Denkmal für die in der NS-Zeit verfolgten Lesben und Schwulen in München eröffnet. Es befindet sich an der Ecke Oberanger/Dultstraße. Ulla von Brandenburg hatte zuvor einen Kunstwettbewerb gewonnen, der vom Kulturreferat der Stadt München ausgelobt worden war.

## Auszeichnungen
- 2007: Kunstpreis der Böttcherstraße in Bremen[7]
- 2013: Kunstpreis Finkenwerder
- 2022: Kubus. Sparda-Kunstpreis[8]

## Sammlungen
- Deutschland: Sammlung Boros, Berlin; Kunsthalle Bielefeld, Bielefeld; Museum für Moderne Kunst (MMK), Frankfurt/Main; Sammlung Reinking, Hamburg; Hamburger Kunsthalle[9]
- Frankreich: FRAC: Ile-de-France – Le Plateau und Fondation Louis Vuitton in Paris
- USA: Museum of Contemporary Art North Miami (MOCA)
- Vereinigtes Königreich: Zabludowicz Collection London[10]

## Sonderausstellungen
- 2023: Ulla von Brandenburg: It Has a Golden Sun and an Elderly Grey Moon, Städtische Galerie Karlsruhe, Ausstellungsreihe »zwischenräume«